# 청담
청담(淸談)은 고대 중국에서 유행한 철학 사상의 일종이다.
중국 사상사에서 유교의 전성기인 한나라에서 위나라로 넘어가는 시대의 지식인들은 상식적인 유교 도덕을 넘어, 노장사상이 섞인 오묘한 철학 논의를 주로 하고 있었다. "청담"은 세속을 떠난 맑은 담화라는 의미이며, 소위 죽림칠현이 이 청담의 대표적인 인물이다.
당시 귀족이며 정치가를 맡고 있던 지식인 계층이 현실을 벗어난 청담에 몰두한 것은 서진 멸망의 한 요인 중 하나였다고 평가된다.